# Eis-moll
eis-moll – gama muzyczna oparta na skali durowej, której toniką jest Eis. Pokrewną jej gamą durową jest Gis-dur. Częściej używanym enharmonicznym jej odpowiednikiem jest f-moll.
Gama eis-moll zawiera dźwięki: eis, fisis, gis, ais, his, cis, dis.